# París pot esperar
París pot esperar (títol original en anglès, Paris Can Wait) és una pel·lícula de comèdia del 2016 escrita, coproduïda i dirigida per Eleanor Coppola en el seu debut com a directora narrativa, ja que tots els seus treballs de direcció anteriors havien estat documentals i curtmetratges. És protagonitzada per Diane Lane, Alec Baldwin i Arnaud Viard. S'ha doblat i subtitulat al català.
El febrer de 2015, es va anunciar que Eleanor Coppola dirigiria la pel·lícula a partir d'un guió que ella havia escrit, amb Diane Lane, Yvan Attal i Nicolas Cage unint-se al repartiment de la pel·lícula, amb Fred Roos produint sota la seva productora American Zoetrope. El setembre de 2015, es va anunciar que Arnaud Viard i Alec Baldwin s'unirien al repartiment de la pel·lícula, substituint Attal i Cage, respectivament, i que Lifetime s'uniria com a coproductora.
El rodatge principal va començar el 15 de juny de 2015 i va concloure el 31 de juliol de 2015.
La pel·lícula es va projectar per primer cop a la secció Presentacions especials del Festival Internacional de Cinema de Toronto el 12 de setembre de 2016. Poc després, Sony Pictures Classics va adquirir els drets de distribució de la pel·lícula pe Amèrica del Nord i la va estrenar el 12 de maig de 2017.